# Хортикултура
Хортикултура је уметност (вештина) или наука гајења цвећа, украсног дрвећа и жбуња, воћа и поврћа, посебно у вртовима или плантажама. Корени хортикултуре задиру дубоко у историју и везују се за почетке цивилизације. Прво познато коришћење речи хортикултура, међутим, датира из 1631. године када Peter Lauremberg објављује расправу под истим именом. Реч у данашњем значењу бележи и енглески речник E. Phillipsa “The New World of English Words” из 1678. године. Реч је добијена спајањем две латинске речи именице hortus – врт и глагола colere – гајити. Паралелно настају и пољопривреда agricultura (agros – поље) шумарство sylvicultura (sylva – шума). Ова подела одражава средњовековни концепт: врт уз кућу, житарице по ободу насеља – у пољу. Шума ван насеља.
Данас хортикултура може да се дефинише као грана пољопривреде која се бави интензивним гајењем биљака које људи користе за исхрану, медицинске потребе или због њихове естетске вредности. Активности су обично подељене у зависности од врсте производа и примене. Производња јестивих биљака (утилитарна хортикултура) припада воћарству и повртарству, а производња украсних (орнаментална хортикултура) цвећарству (цветно- и лиснодекоративне зељасте биљке) и пејзажној хортикултури (дрвеће, жбуње и покривачи тла). Ови термини нису међусобно искључиви: многе јестиве биљке (јабуке) користе се и као украсне, а многе биљке сврстане у декоративне (булке) имају вредност за фармацију.
Активности у оквиру Пејзажне хортикултуре подељене су на производњу, одржавање и дизајн. Производњом биљака за пејзажну архитектуру и хортикултуру баве се расадници, мада, је по широј дефиницији расадник место где се производе и одржавају све младе биљке пре садње на стално место. Пејзажно баштованство (landscape gardening) је уметност (вештина) или чин подизања травњака, садње дрвећа, жбуња итд на делу земљишта да би оно било привлачније. Пејзажна архитектура је уметност (вештина) или занимање планирања или измене природних предела неког места у правцу жељеног садржаја или утиска.
Постоје две битне разлике између хортикултуре и пољопривреде. Прва је величина земљишта на којој се гаје биљке: хортикултура захтева мање површине, а пољопривреда веће. Друга разлика је у разноврсности примењених биљака: хортикултура користи више различитих група биљака, а пољопривреда обично једну (монокултуре).

## Предмет изучавања
Према неким изворима хортикултура у оквиру две главне секције обухвата осам области проучавања: 
- Арборикултуру која се бави избором, садњом, негом и уклањањем дрвенастих врста (дрвећа, жбуња и пузавица).
- Цвећарство обухвата производњу и маркетинг цветних врста[5][6].
- Пејзажна хортикултура укључује производњу и маркетинг и одржавање биљака за предео.
- Повртарство се бави производњом и маркетингом поврћа.
- Воћарство се бави производњом и маркетингом воћа.
- Виноградарство се бави производњом и маркетингом винове лозе.
- Енологија укључује све аспекте винарства и тржишта вина.
- Постхарвест физиологија бави се одржавањем квалитета и спречавањем пропадања хортикултурних продуката.

На Универзитету у Београду хортикултура постоји на два факултета Шумарском и Пољопривредном. На Шумарском факултету проучава се орнаментална (пејзажна) хортикултура заједно са пејзажном архитектуром (Одсек за пејзажну архитектуру и хортикултуру основан 1960. године), а на Пољопривредном утилитарна хортикултура.